# 加藤理恵
加藤 理恵（かとう りえ、Kato Lie、1985年〈昭和60年〉7月29日 - ）は、日本の女優、タレント、スポーツキャスター。愛称は、カトリエ。東京都出身。

## 来歴
6歳で児童劇団に入り、小学生から子役として活動。
2005年にキューブに所属後、同年の「ミスマガジン2005」にて読者特別賞を受賞。
2006年には同じ事務所で同期デビューの、いきものがかり「SAKURA」のMVに出演している。
2007年には歴代ミスマガジン受賞者の一人として、資生堂「UNO」デオドラントのCMに出演。同CMはクリエイティブディレクターの箭内道彦が監督を務めた。
2007年4月から日本テレビ『サッカーアース』にアシスタントMCとしてレギュラー出演。以後長らくサッカー番組のMCやコラム執筆など、サッカーキャスターとしても活動していた。
2007年「ホレゆけ!スタア☆大作戦 〜まりもみ危機一髪!〜」で扮するまりもみとしてCDリリース。→グループでの出演はまりもみを参照。
2010年5月から2016年9月までケイダッシュグループのアワーソングスクリエイティブに所属。
2012年からはスカパー!のJリーグ回顧番組『マッチデーJリーグ・J1リーグ編』のキャスターを務めた。
2018年に出演した短編映画『痣』（監督・井上博貴）は、カンヌ国際映画祭、ゆうばり国際ファンタスティック映画祭他、国内外の数々の映画祭で上映。同作品でアカデミー賞公認の日本最大の短編映画祭「ショートショートフィルムフェスティバル＆アジア2018」のジャパン部門ベストアクトレス賞を受賞した。
2016年10月1日から2019年2月28日まで、どこの芸能事務所にも所属しないフリーランスの芸能人として活動し、1人でマネージメントから出演までこなした。
2019年3月1日、芸映に所属。
2019年12月公開『ツングースカ・バタフライ ―サキとマリの物語―』（野火明監督）では初のシングルマザー役に挑戦。
2019年11月、光文社「FLASH」にて、11年ぶりの水着グラビアに挑戦した。2020年3月発売の「FLASH」合併号の特別付録では、今田美桜、小芝風花らと共に2019年の「FLASH」を彩った6人の美女の一人として“美めくりカレンダー”に登場する。
2022年10月、お笑いコンビやさしいズのタイによる書きおろし脚本『あi』で演出家デビュー。
2024年の新国立劇場「テーバイ」ではアンティゴネを演じた。同作品は新国立劇場が展開する「こつこつプロジェクト」から誕生した作品で、3年間の準備期間を経て上演された。

## 人物
- 母親が日系ブラジル人で、過去にはブラジル国籍も所持していた[20][21]。
- ブラジルの親戚からは「ビビアン」という愛称で呼ばれている。
- 家宝は、サッカー元ブラジル代表FWロマーリオが1994 FIFAワールドカップで着たユニホーム[22]。
- 第四級アマチュア無線技士、サッカー4級審判員の資格を取得している。
- 一時期は芸能人女子フットサルチーム『ミスマガジンフットサル』チームに所属していた。背番号は6。左利き。
- 2019年頃からサウナに通うようになり、サウナ施設やブランドのプロデュースも手掛ける[23][24]。

## 出演

### テレビドラマ
- さわやか3組（1995年4月12日 - 1996年3月13日、NHK教育）
- きっと明日は（1996年4月10日 - 1997年3月5日、NHK教育） - 東郷美幸 役
- 虹色定期便（1998年4月8日 - 1999年3月3日、NHK教育） - 坂井フランシーネ由紀　役
- 葵 徳川三代（2000年、NHK） - 五郎八姫　役
- ごくせん2（2005年、日本テレビ）女子高生　役
- ギャルサー（2006年4月 - 6月、日本テレビ） - レギュラー・ヨシミ　役
- ホレゆけ!スタア☆大作戦〜まりもみ危機一髪!〜（第1シリーズ）（2007年4月 - 9月、読売テレビ 他） - レギュラー・まりもみ・リエ 役
  - ホレゆけ!スタア☆大作戦〜まりもみ一触即発!〜（第2シリーズ）（2007年10月 - 2008年3月）
- 月曜ゴールデン 第1回ドラマ原作大賞 被取締役新入社員（2008年3月31日、TBS）
- ウォーキン☆バタフライ 第4話ゲスト（2008年8月1日、テレビ東京） - 河野雅美 役
- 夢をかなえるゾウ（2008年10月 - 12月、読売テレビ） - レギュラー・本多加奈子 役
- FACE MAKER 第10話 （2010年12月9日、読売テレビ） - 川崎リサ 役
- 月曜ゴールデン 財務捜査官 雨宮瑠璃子7（2012年7月30日、TBS） - 一之瀬真弓 役
- 天の方舟（2012年12月 - 2013年1月、WOWOW） - 美咲 役
- ごめん、愛してる 第7話（2017年、TBS）
- 日曜プライム 警視庁・捜査一課長スペシャル（2019年） - 水沼千絵 役
- トップナイフ-天才脳外科医の条件- 第7話・第8話（2020年、日本テレビ） - 謎の女・茉優 役
- 月曜プレミア8 十津川警部の事件簿 危険な賞金（2020年5月25日、テレビ東京） - 佐藤冴子 役
- 刑事7人 Season8 第7話（2022年） - 井出秀子 役
- サウナぼっち。 私とサウナと熱波師と（2022年9月 - 、RCCテレビ）- レギュラー・水内綾 役

### 映画
- 歌謡曲だよ、人生は 第2話 これが青春だ - ヒロイン 恵理 役（2007年、七字幸久 監督）
- 1303号室（2007年）
- 時をかける少女（2010年）
- くだらない くだらない この世界。（2014年）
- 或る夜の電車（2015年12月）ヒロイン タマキ 役
- なけもしないくせに（2016年）佳代子 役
- 痣（井上博貴 監督、2018年） - 主演
- コメディ（2018年）− 主演
- ツングースカ・バタフライ〜サキとマリの物語〜（2019年12月14日、野火明監督） - 新井歌子 役

### テレビ番組
- コメディーお江戸でござる（1995年、NHK総合）
- エンタメキャッチ （2005年、TBSテレビ）
- 青木さやか・美人の素（2005年、TBSテレビ） - スタジオゲスト
- ブルブルアンタッチャブル（2006年、ABC）
- 天使らんまん（2006年、MBS）
- 恋するフットサル（2006年4月 - 、フジテレビ）
- サッカーアース（2007年4月-2008年3月、日本テレビ） - レギュラーサブ司会
- 情熱!ラテン美女大興奮!南米サッカー生祭り（2007年、日本テレビ） - アシスタント
- 欧米か!?南米か!?いやサッカーは世界だ!SP（2007年、日本テレビ） - アシスタント
- コパアメリカ　ハイライト（2007年7月、日本テレビ） - ナビゲーター
- クラブワールドカップ　ハイライト（2007年12月、日本テレビ）
- ザ!世界仰天ニュース（2008年1月、日本テレビ） - スタジオゲスト
- 一葉の想い（2008年、フジテレビ）ゲスト
- Theゲームナイト（2008年、BS日テレ）
- リベルタドーレスカップ　ハイライト（2008年4月 - 、日テレG+/BS日テレ）
- マルコポロリ!（2010年5月、関西テレビ） - スタジオゲスト
- あさパラ!（2010年6月26日、読売テレビ） - スタジオゲスト
- イチハチ（2010年7月、MBS） - スタジオゲスト
- BeauTV〜VoCE （2010年7月、テレビ朝日）
- ウラマヨ!スペシャル（2010年8月、関西テレビ） - スタジオゲスト
- 太田光の私が総理大臣になったら…秘書田中。（2010年8月、日本テレビ） - スタジオゲスト
- イケてるカタログ ベスト50（2010年9月、くまもと県民テレビ）
- ピラメキーノ（2010年11月、テレビ東京）
- ピラメキーノG（2010年12月、テレビ東京）
- マッチデー♥JリーグJ1リーグ編（2012年、スカパー!） - キャスター
  - マッチデー♥Jリーグ PLUS（2012年）
- Toyota Motorsports Network（2012年4月 - 、フジテレビONE,NEXT） - MC
- 東京マラソン（2013年、リポートランナー）
- みんなで選ぶとっておき!オーストラリアBEST10（2013年、BS朝日）
- にっぽんの芸能　古典芸能玉手箱（2013年4月 - 2016年、NHK Eテレ） - リポーター
- 饗宴!新春の伝統芸能（2014年1月1日、NHK Eテレ）
- 未来へチェンジ！！〜パラスポーツで世界を変える〜（2017年、テレビ東京） - リポーター
- ヨコハマBREEZE（2018年、フジテレビ）
- 痛快TV スカッとジャパン（2018年 - 、フジテレビ） - 不定期出演
  - 第139回 2018/09/03
  - 第140回 2018/09/10
  - 第153回 2019/01/21
  - 第165回 2019/05/06
  - 第195回 2020/03/09
  - 第206回 2020/06/15
  - 第215回 2020/09/07
  - 第225回 2020/12/07
  - 第239回 2021/05/17
  - 第242回 2021/06/07
  - 第250回 2021/09/27
  - 第255回 2021/11/22
  - 第264回 2022/03/14

### CM
- ハウス食品 カップdeカレー
- 資生堂 UNOデオドラントスプレー（2007年）
- ネスカフェ 匠 「追ってきた花嫁」篇（2008年）
- コカ・コーラ ゼロ 「ワイルドTシャツ」篇（2009年）
- サンスター「GUM」（2016年）
- オートバックス（2017年）
- エルエール「ナチュラ」（2018年 - 2022年）
- PopIn Aladdin (2018年 - )
- スマホアプリ「権力と紛争」(2018年)

### 舞台
- エヴリデイ・エヴリナイト（2008年10月） - 主演・舞谷鈴子 役
- トライフル（2010年1月)　- 村井美緒 役
- ペールギュント（演出：石丸さち子、2011年7月） - ソールヴェイ 役
- キリンバズウカ『マチワビ』（演出：登米裕一、2013年、東京芸術劇場シアターイースト） - 主演・マイコ 役
- オーストラ・マコンドー『さらば箱舟』（演出：倉本朋幸、2014年2月6日 - 16日、吉祥寺シアター）
- 上野くん、電話です『もっとも迷惑な客死』（2015年10月）
- TK PROJECT vol.1『SOLLADO』（2015年12月23日 - 27日、笹塚ファクトリー）
- マコンドープロデュース『祖国は我らのために』（脚本：古川健（劇団チョコレートケーキ）、演出：倉本朋幸（オーストラ・マコンドー）、2017年） - イリーナ 役
- 演劇集団バックドア『BLIND HERO』（2018年）
- 温泉ドラゴン『嗚呼、萬朝報』（脚本：原田ゆう、演出：シライケイタ、2018年）[25]
- アクティブリーディング『それから』(原作：夏目漱石、上演台本・演出： 須貝英、神保町花月、2019年) - ヒロイン・三千代 役[26][27]
- 『盆栽Ⅰ＆Ⅱ』（脚本：小路紘史、演出：倉本朋幸（オーストラ・マコンドー）、2021年） - ミカ 役
- PLAY/GROUND Creation『Navy Pier 埠頭にて』（演出：井上裕朗、横浜赤レンガ倉庫1号館 3Fホール、2021年）[28][29]
- PLAY/GROUND Creation #4「CLOSER」 [side-B]（2022年12月10日 - 18日、シアター風姿花伝） - アンナ 役[30]
- 音楽劇『ピアフとコクトーへのオマージュ』ピアフ 役（演出：杉山剛志　紀伊国屋ホール／ロームシアター京都、2023年）
- 『テーバイ』（演出：船岩祐太　2024年11月7日 - 24日、新国立劇場）- アンティゴネ 役[19]

### 広告
- asics（2012年）
- バファリン（2017年）

### ネット配信

#### ドラマ
- 熊野町物語～親父からのラブレター～（2015年、監督：佐々部清） - ヒロイン・美沙 役[31][32] ※広島県安芸郡熊野町公式PR動画
- SHIKIレーベル/Winter - Beautiful Dream -（2020年）主演
- 観客参加型VRドラマ　～社内恋愛探偵～　第三回～関西支社で浮気調査編～（2020年）
- ＃23時の待ち合わせ（2020年、監督：上野友之） - 主演

#### バラエティ
- サッカーテレビ実況生放送（2011年 - 、ニコニコ生放送）
- ファンサカやろうぜ! Yahoo!スポーツ　ファンサカ攻略会議（2012年、ニコニコ生放送） - MC
- サッカー情報番組『フットラボ』（2012年 - 、ニコニコ生放送） - MC[33]
- みんなで予想!!totoTV（2013年 - 、ニコニコ生放送） - MC
- 旅するミステリー（2019年、dTV） - リポーター

### その他

#### イベント
- 「神戸スポーツ映画祭」アンバサダー（2017年）
- ハムフェア2017『総務省 電波利用電子申請・届出システムLite トライアングルガールズトーク』（2017年、総務省）

#### PV
- いきものがかり『SAKURA』（2006年）
- 藤木直人『HEY! FRIENDS』（2006年）

#### ラジオ
- JOGLIS RUN GIRLS（2011年8月9日[34] - 2012年9月25日[35]、TOKYO FM） - 火曜日パーソナリティ

#### コラム
- サッカーキング「カトリエのVamos J e Brasil!」（2012年 - 2013年）
- 週刊サッカーマガジン『カトリエのぶらっとブラジル』（2013年）2014年のブラジルワールドカップに合わせて各開催地の観光や情勢、食べ物などの御当地情報を連載。
- KING GEAR『カトリエのマイ・ファースト・スパイク』（2016年 - ）世界の国の文化や歴史を探る
- サッカーキング totoONE「加藤理恵のマイウェイ予想』（2015年 - 現在）

## 書籍

### 写真集
- ミスマガジン2005 THE BIKINI SPECIAL!（2006年3月、講談社、撮影：木村晴、井ノ元浩二）ISBN 978-4063646603・・・共演：中村優、鈴木美生、北乃きい、小林ユリ、時東ぁみ
- 月刊 100アニバーサリー(SHINCHO MOOK 100)（2008年3月、新潮社、撮影：藤代冥砂）ISBN 978-4107901842
- 妄撮 モーサツ（2008年6月12日、講談社、撮影：Tommy）ISBN 978-4063077575

## 作品

### DVD
- ミスマガジン2005 加藤理恵（2005年）

### デジタル写真集
- デジタル写真集『月刊加藤理恵×魚住誠一』（2017年、月刊デジタルファクトリー、撮影：魚住誠一）
- デジタル写真集『月刊加藤理恵×魚住誠一 熱海の夜』（2017年、月刊デジタルファクトリー、撮影：魚住誠一）
- デジタル写真集『カトリエ 浅草で弾ける！』（2020年、月刊デジタルファクトリー、撮影：魚住誠一）
- デジタル写真集『カトリエ姐さんの素敵な花見』（2020年、月刊デジタルファクトリー、撮影：魚住誠一）
- 音声付きデジタル写真集『Down The Rabbit Hole』（2022年、撮影：和田浩）

### 演出
- 宿り木プロデュース公演Vol.1「あi」（2022年10月18日 - 23日、新宿シアターブラッツ）